# Joseph Nguyễn Chí Linh
Joseph Nguyễn Chí Linh (Ba Làng, 22 novembre 1949) è un arcivescovo cattolico vietnamita, dal 24 maggio 2025 arcivescovo emerito di Huê.
Oltre a svolgere i suoi doveri pastorali, accompagnò spesso le delegazioni della Conferenza episcopale per sostenere e incoraggiare le vittime delle alluvioni in molte aree del paese. Come vescovo di Thanh Hóa, implementò programmi volti a portare benefici alle comunità come la creazione dell'Associazione dei medici del Samaritano con lo scopo di supportare i malati, le persone con disabilità e i poveri nella diocesi; l'erogazione di borse di studio a studenti svantaggiati; l'apertura di dispensari medici gratuiti; l'istituzione di progetti volti a sviluppare le possibilità economiche delle donne povere e alcuni piani di sviluppo agricolo, come la costruzione stazioni di pompaggio e di strade asfaltate nei villaggi. Invitò inoltre regolarmente le persone a sostenere le vittime delle inondazioni, i bisognosi e a visitare i lebbrosari e le case per i disabili nella diocesi. Inoltre, espresse solidarietà alle persone colpite da HIV/AIDS e si batté per la protezione della vita fetale.
In seno alla Conferenza episcopale fu presidente della commissione per i laici (2004-2007), vicepresidente della Conferenza (2010-2013) e presidente del comitato per la pastorale dei migranti (2013-2016).

## Origini e primi anni di formazione
Joseph Nguyễn Chí Linh nacque nella parrocchia di Ba Làng, nel comune di Hải Thanh, del distretto di Tĩnh Gia, oggi divenuto quartiere della città-distretto di Nghi Sơn della provincia di Thanh Hóa, il 22 novembre 1949. In seguito con la sua famiglia, che aveva una lunga tradizione di fedeltà al cattolicesimo, emigrò nel Vietnam del Sud. I suoi genitori erano Laurent Nguyễn Xuân Hòa (1906-2017) e la signora Marthe Nguyễn Thị Thanh, sposatisi nel 1937. Fu battezzato con il nome di Giuseppe.
Dopo che la sua famiglia emigrò nel sud, studiò alla scuola elementare nella parrocchia di Thanh Hai, a Phan Thiết, dal 1955 al 1962. A causa di molte difficoltà, nel 1964 la sua famiglia decise di trasferirsi a Cam Ranh. Dopo essersi diplomato alla scuola elementare, entrò nel seminario minore di Nha Trang dove rimase fino al 1967, quando si diplomò. Nel giro di un anno i seminaristi si trasferirono a Huế e poi a Da Lat per proseguire gli studi nel locale seminario fino al 1970.
Nel 1972 la famiglia si trasferì nuovamente e si stabilì a Phan Rang-Tháp Chàm. Nel 1975 presero residenza a Thanh Hai. Nel 1970 fu ammesso al seminario "Papa Pio X" di Da Lat e vi rimase fino al 1977, quando l'istituto fu chiuso. Successivamente, a causa delle condizioni politiche che gli impedirono di essere ordinato sacerdote, visse con la sua famiglia nella parrocchia di Song My, Nha Trang, fino al 1992. Lavorò in famiglia e prestò servizio come laico nella locale parrocchia. A causa della sua fede fu anche imprigionato.

## Ministero sacerdotale
Il 30 dicembre 1992 fu ordinato presbitero per la diocesi di Nha Trang da monsignor Paul Nguyễn Văn Hòa. Dal 1992 al 1995 fu vicario parrocchiale per la parrocchia di Phước Thiện. Nel 1995 fu inviato in Francia per studi. Nel 2003 conseguì il dottorato in filosofia all'Institut catholique di Parigi. Poco dopo tornò in patria e l'8 novembre 2003 entrò in servizio come professore al seminario maggiore di Nha Trang. Nel 2009 ammise di non avere esperienza nella predicazione dei ritiri spirituali perché non aveva mantenuto responsabilità pastorali in parrocchia abbastanza a lungo.

## Vescovo di Thanh Hóa

### Periodo 2004-2008
Il 21 maggio 2004 papa Giovanni Paolo II lo nominò vescovo di Thanh Hóa. Ricevette l'ordinazione episcopale il 4 agosto successivo nella cattedrale dell'Immacolata Concezione a Thanh Hóa dal vescovo di Nha Trang Paul Nguyễn Văn Hòa, co-consacranti il vescovo di Lạng Sơn e Cao Bằng Joseph Ngô Quang Kiệt e quello di Vinh Paul Marie Cao Đình Thuyên. Come motto scelse l'espressione "Ut sit unum". Nello stesso anno, la Conferenza episcopale vietnamita si riunì e lo elesse presidente della commissione per i laici.
Ricordando i primi tempi come vescovo, ammise di essere molto imbarazzato. Disse che geograficamente quella era la sua città natale, ma che non conosceva nessuno ed era confuso quando accettava un compito che non aveva mai sperimentato.
Svolse un ruolo di primo piano nella delegazione cattolica vietnamita che partecipò alla XX giornata mondiale della gioventù tenutasi a Colonia nell'agosto del 2005. La delegazione vietnamita era composta da 16 persone. Vi erano un parroco, due suore, un seminarista e alcuni parrocchiani. La delegazione pianificò di organizzare uno spettacolo culturale, ma incontrò alcune difficoltà e quindi il progetto fu cancellato. Essa collaborò con un certo numero di comunità vietnamite residenti all'estero. Quando gli fu chiesto se si fosse incontrato con papa Benedetto XVI, monsignor Nguyễn disse che aveva chiesto alle autorità tedesche di organizzare l'incontro, ma non si aspettava molto, perché il papa non poteva soddisfare tutte richieste di udienza.
Nel settembre del 2006 partecipò alla Conferenza della gioventù cattolica nel Nord. Alla sessione di domande e risposte, quando gli fu chiesto della questione della libertà religiosa in Vietnam, egli fece notare che, secondo la posizione della Chiesa cattolica, la libertà religiosa appartiene alla natura dell'uomo, dalla nascita, ha avuto quella libertà. In Vietnam, questo problema era attuale a causa del conflitto tra Chiesa e governo, generato da scontri ideologici e problemi storici. Alla domanda se i cattolici potessero unirsi al Partito Comunista del Vietnam, rispose che è diritto degli individui e della Chiesa aspettarsi che ciascuno di loro consideri da sé l'influenza sulla fede dell'adesione al partito.
Nel gennaio del 2007 il primo ministro vietnamita Nguyễn Tấn Dũng fu ricevuto in udienza da papa Benedetto XVI. Commentando l'incontro, il vescovo Linh disse che si aspettava che ciò costituisse un passo avanti nelle relazioni tra la Santa Sede e il Vietnam. Più o meno nello stesso periodo, quando fu intervistato sulla situazione religiosa nel paese, affermò di non avere l'autorità di dare una risposta ufficiale ai leader della Chiesa vietnamita. Secondo lui questo avrebbe richiesto tempo: «Sebbene sia i cattolici sia il governo siano ansiosi di cambiare la situazione religiosa, l'attuazione delle politiche richiede tempo per essere messa in pratica».
Dal 2007 al settembre del 2009 fu anche amministratore apostolico di Phát Diêm. In un'intervista concessa in occasione del 75º anniversario della fondazione della diocesi di Thanh Hóa, menzionando quali fossero le sue priorità pastorali, affermò che si trattava della formazione del personale: sacerdoti, religiosi e religiose e laici. Le difficoltà maggiori della diocesi di Thanh Hóa erano la mancanza di personale e finanziamenti. Il vescovo Linh incoraggiò il consolidamento e l'assistenza dei bisognosi, come le borse di studio agli studenti poveri, la visita i malati di lebbra bisognosi e la costruzione di case di mattoni in sostituzione delle baracche dove vivevano molti. Inoltre, creò anche un modello di gruppi collaborativi indipendente dalla gerarchia. Parlando delle attività che aveva condotto verso le persone svantaggiate, affermò di aver promosso l'istruzione tramite borse di studio, la nascita di dispensari di medicine e che vi era in progetto di istituire un'associazione di medici cattolici. Affermò che esisteva anche un progetto di sostegno al reddito delle donne povere e alcuni piani di sviluppo agricolo che prevedevano la costruzione di stazioni di pompaggio e di strade asfaltate nei villaggi. Aggiunse anche che era impossibile svolgere altre attività a causa di problemi finanziari.
Nell'ottobre del 2007 scrisse una lettera forte e commovente in cui chiedeva sostegno per le vittime di inondazioni e tifoni, che colpivano seriamente i residenti nella sua diocesi. Quello stesso mese, prima dell'apertura della plenaria della Conferenza episcopale, monsignor Nguyễn concesse un'intervista alla RFA su questo argomento. Alla domanda su quali fossero i punti all'ordine del giorno dell'analisi dei vescovi, egli affermò che il progetto della lettera generale doveva essere rivisto più e più volte, quindi rispose con cautela. Discutendo delle questioni di cui i laici devono occuparsi per soddisfare i bisogni della società, affermò che si trattava di problemi legati all'esplosione dei fenomeni migratori. Inoltre, anche i mali sociali erano fonte di preoccupazione. Alla domanda su quale fosse il problema più difficile per i giovani nella sua diocesi, rispose trattarsi del lavoro. A causa della mancanza di posti di lavoro o di redditi bassi e instabili, la maggior parte dei giovani emigrava al sud. Un'altra difficoltà indicata erano le pressoché annuali catastrofi naturali. Il vescovo Nguyễn condivise che stava guardando impotente la scomparsa della gioventù della diocesi, quindi decise di accompagnarli organizzando un congresso nel sud per incoraggiare, confortare i parrocchiani con cui convivere nello Spirito cattolico. Indipendentemente dal fatto che i cattolici vietnamiti dovessero o meno partecipare all'ambiente politico, affermò che si trattava di una questione delicata, che comprende la politica in termini di cittadinanza. Disse di ritenere che i cattolici avrebbero dovuto avere obblighi di cittadini verso la nazione e il paese, ma anche che la partecipazione a organizzazioni sociali e governative non sarebbe dovuta essere causa di problemi delicati e imbarazzanti. Nello stesso anno, i vescovi vietnamiti elessero all'unanimità monsignor Nguyễn vicepresidente della Conferenza episcopale vietnamita. Nell'ottobre del 2010 fu rieletto.
Aveva in progetto di accompagnare una delegazione di sacerdoti, religiosi, parrocchiani, in visita al lebbrosario di Thanh Hóa in occasione della festività del Tết, nel gennaio del 2008. Durante questa visita, la delegazione offrì doni e intrattenne i malati. Monsignor Nguyễn era così impegnato che non poté partecipare come previsto. Il 7 maggio successivo fondò l'"Associazione dei medici del Samaritano" con lo scopo di supportare i pazienti, i disabili e le persone sofferenti nella diocesi.
Il 9 giugno 2008 insieme ad alcuni confratelli diede il benvenuto alla delegazione della Santa Sede in visita ufficiale in Vietnam. Durante la visita, rispose a una serie di domande relative all'evento. Parlando delle questioni oggetto di discussione tra la delegazione della Santa Sede e quella del governo vietnamita, affermò che c'erano due questioni in sospeso: la nomina dei vescovi delle diocesi vacanti e l'istituzione di una nunziatura apostolica. Affermò che, secondo la sua opinione, rimuovere gradualmente i problemi sarebbe stato meglio per le relazioni tra le due parti. Rispondendo a una domanda sul rapporto tra la Santa Sede e il Vietnam, disse che le delegazioni stavano collaborando e preparando una tabella di marcia. Condividendo il contributo sociale della Chiesa cattolica vietnamita alla società, affermò che ciò è piuttosto limitato, perché era possibile solo l'apertura di asili e dispensari. Affermò anche che questo problema necessitava di negoziazione e sperava che le autorità avessero una visione più accomodante.
Nel settembre del 2008, durante una disputa sulla parrocchia di Thai Ha ad Hanoi, si recò in quella chiesa per celebrare una preghiera per la giustizia e la pace. Di fronte alle tensioni, nello stesso mese, scrisse una lettera di comunione nella quale esprimeva la sua condivisione con l'arcidiocesi di Hanoi, dichiarava di ammirare il coraggio del vescovo Joseph Ngô Quang Kiệt e gli garantì il suo sostegno e una preghiera pacifica e non violenta.
La Conferenza episcopale lo indicò come rappresentante alla XII assemblea generale ordinaria del Sinodo dei vescovi che ebbe luogo nella Città del Vaticano dal 5 al 26 ottobre 2008 sul tema "La Parola di Dio nella vita e nella missione della Chiesa". Oltre a lui vi prese parte anche il vescovo coadiutore di Nha Trang Joseph Võ Đức Minh. I due vescovi furono accompagnati da padre Vinh Son Nguyen Van Ban come esperto e assistente speciale dell'arcivescovo congolese Laurent Monsengwo Pasinya. Nel contesto dell'evento, il 14 ottobre, monsignor Nguyễn pronunciò un intervento sul ruolo della parola di Dio nella storia della Chiesa del Vietnam.
Dopo le attività di soccorso in caso di catastrofe avvenute nel 2006 nella diocesi di Đà Nẵng e nel 2007 nella diocesi di Vinh, alla fine di novembre del 2008, invocò sostegno da parte delle autorità e portò soccorsi alle vittime delle inondazioni nell'arcidiocesi di Hanoi. Ai primi di dicembre, si unì alla delegazione della Conferenza episcopale vietnamita, sostenendo le vittime delle inondazioni nelle diocesi di Vinh e di Thanh Hóa.

### Periodo 2009-2016
Durante il ritiro alla fine del 2008 invitò i sacerdoti a venire incontro alle situazioni difficili per sostenerle e affermò che il Natale è associato alle virtù caritatevoli dei cattolici. In adempimento di questo appello, a gennaio del 2009 condivise alcune attività con le persone bisognose in tutta la diocesi. Decise personalmente di visitare e fare regali alle famiglie che vivevano su barche alla periferia della città di Thanh Hóa. Successivamente, continuò a visitare e portare doni ad altre persone come i disabili dell'ospedale psichiatrico Gia Ha e Quang Xuong. Espresse il desiderio di costruire un posto dove fosse possibile prendersi cura delle persone con disabilità quando le condizioni lo avessero consentito.
Insieme alla delegazione di vescovi vietnamiti nel 2009 compì la visita ad limina. Nella struttura organizzativa, monsignor Nguyễn era responsabile per gli affari esteri. La visita durò dal 20 giugno al 4 luglio. Un paio di settimane dopo, il 20 luglio, rilasciò un'intervista a Église d'Asie in occasione della sua visita a Parigi. Quando gli fu chiesto della formazione dei sacerdoti per la sua diocesi, affermò che il seminario era chiuso da decenni e che vi erano molte difficoltà a causa della mancanza di insegnanti e seminaristi. Per quanto riguardava l'istituzione di ordini religiosi, disse che le congregazioni mancavano di personale e strutture. Riferendosi alla questione della pastorale laicale, affermò che ogni estate formava 1000-1500 catechisti e prestava attenzione ai dipartimenti pastorali delle parrocchie. Inoltre, rispose a una serie di domande riguardanti l'Anno Santo 2010 della Chiesa cattolica vietnamita.
Il 26 luglio 2009 scrisse una lettera alla diocesi. In essa, scrisse che il papa il giorno precedente aveva nominato padre Joseph Nguyễn Năng nuovo vescovo di Phát Diêm. Inoltre, menzionò anche il programma di benvenuto e le festività. Nella stessa annunciò la fine del suo incarico di amministratore apostolico di quella sede. Il 27 luglio la delegazione diocesana da lui guidata visitò il nuovo vescovo Joseph Nguyễn Năng. All'incontro, la delegazione gli consegnò alcuni doni tra cui vi erano un anello vescovile, un pastorale e una croce pettorale.
Nel 2009 il tifone Mirinae devastò le diocesi di Quy Nhơn, Kontum e Nha Trang. Il presidente di Caritas Vietnam organizzò una riunione d'emergenza per il 7 novembre e decise di stanziare 500 000 000 Đồng. Il 9 novembre, monsignor Nguyễn e alcuni altri vescovi visitarono e confortarono le vittime del tifone e garantendo sostegno spirituale a tutti, anche ai non cattolici. Oltre ai fondi della Caritas, le diocesi ricevettero molti aiuti finanziari dalle diocesi del Nord e da molte persone di buon cuore. Alla fine di dicembre, in occasione del Natale, il vescovo fece una visita di al campo di Cam Thuy feng shui, dove guidò una delegazione di 100 persone.
In una lettera ai parrocchiani per il nuovo anno lunare 2010, monsignor Nguyễn ricordò ai fedeli la prevenzione dell'uso di droghe e la possibilità di infezione da HIV. Il 1º marzo 2010, presso il Santuario di Nostra Signora del Perpetuo Soccorso a Thai Ha, celebrò l'80º anniversario dell'Ordine Redentorista ad Hanoi ed espresse la comunione della diocesi di Thanh Hóa e alla parrocchia di Thai Ha per le calamità naturali.
Nell'aprile del 2010 il Comitato per gli affari della gioventù della Conferenza episcopale vietnamita annunciò che il Comitato popolare della provincia di Thanh Hóa non aveva approvato l'organizzazione della Giornata della gioventù cattolica vietnamita nella parrocchia di Ba Lang, a causa di una serie di controversie. In precedenza, la lettera che chiedeva il permesso di organizzare la giornata venne firmata da lui e dal vescovo della commissione per gli affari giovanili Joseph Vũ Văn Thiên. In occasione della nomina del nuovo arcivescovo di Hanoi Pierre Nguyễn Văn Nhơn, alla fine di aprile del 2010, monsignor Nguyễn, in qualità di vicepresidente della Conferenza episcopale, e il vescovo Joseph Võ Đức Minh, in qualità di vice segretario generale, gli scrissero una lettera di congratulazioni.
Il 7 maggio 2010, in occasione dell'ingresso del nuovo arcivescovo di Hanoi Pierre Nguyễn Văn Nhơn, tenne un discorso sulle questioni di maggiore urgenza in questa arcidiocesi: "Impossibile negare che questa nomina abbia causato alcune controversie negli ultimi giorni. Ci sono pessimisti che credono che sia un errore del Vaticano, segno di una frammentazione della Conferenza episcopale vietnamita del Vietnam, essendo una triste storia per la Chiesa vietnamita e in particolare per l'arcidiocesi di Hanoi". La sua dichiarazione fu la prima nella storia della Chiesa cattolica vietnamita nella quale si sentiva parlare un vescovo per confermare un fatto legato a una decisione della Santa Sede. Riferendosi alla prematura rinuncia di monsignor Joseph Ngô Quang Kiệt, una settimana dopo confermò che il motivo delle dimissioni erano problemi di salute.
In una breve intervista dell'aprile del 2011, discutendo del ruolo del nuovo rappresentante non residente, Leopoldo Girelli, disse che non conosceva di persona il presule. Affermò di aver sentito parlare di lui per la prima volta e di essersi anche interrogato sulla sua autorità e dei rapporti tra la Chiesa e lo Stato vietnamita. Nel 2011 fu arrestato Le Van Son. Nel 2013 fu accusato di "cospirazione per rovesciare il governo". Le Van Son faceva parte di un gruppo di 14 giovani cattolici e protestanti sotto processo. Parlando dell'arresto, monsignor Joseph Nguyên Chi Linh cercò di parlare apertamente in favore suo e dei suoi amici.
Nell'ottobre del 2012 insieme a sacerdoti e religiosi della sua diocesi, accolse calorosamente i vescovi vietnamiti giunti in diocesi per partecipare alla seconda riunione annuale della Conferenza episcopale vietnamita. Durante quell'assise fu eletto presidente del comitato per la pastorale dei migranti per il triennio 2013-2016. All'inizio del 2015, dal 12 al 14 gennaio, partecipò a una conferenza del comitato per la pastorale dei migranti sul tema della migrazione nel contesto della nuova evangelizzazione presso il palazzo episcopale di Thanh Hóa.
Nel dicembre del 2014 lanciò il movimento Christmas Love Day in diocesi con promemoria pastorali per i sacerdoti. Il 17 dicembre, lui e una delegazione di sacerdoti celebrarono le funzioni per il Natale e offrirono regali a persone svantaggiate, indipendentemente dalla religione. Nel gennaio successivo, partecipò alla riunione del comitato per la pastorale dei migranti da lui presieduto avente per tema "Pastorale dei migranti nel contesto della nuova evangelizzazione". Nel quadro della riunione, monsignor Nguyễn chiarì la situazione delle migrazioni nel Vietnam in particolare e nel mondo in generale. I partecipanti fornirono indicazioni per il funzionamento del comitato per gli anni successivi.
Nell'ottobre del 2015, accompagnato da una delegazione, visitò la diocesi di Thái Bình. In quell'occasione ebbe un incontro anche con il vescovo emerito François Xavier Nguyễn Văn Sang.
All'inizio del 2016 organizzò la Settimana della migrazione. Durante questo evento si tennero attività come preghiere di gruppo, adorazione eucaristica, condivisione di seminari, visite alle parrocchie con molti immigrati. Nel febbraio dello stesso anno, tagliò il nastro per inaugurare il Centro "Madre Teresa di Calcutta" sorto con lo scopo di dare alloggio a bambini orfani e disabili. Il Centro nacque grazie al sostegno del vescovo, della diocesi, della Caritas e di numerosi gruppi di supporto.
A metà giugno del 2016 si recò, con altri sacerdoti della diocesi, nel monastero di Chau Son per concelebrare i 25 anni di ordinazione presbiterale dell'arcivescovo Joseph Ngô Quang Kiệt.
Nell'ottobre del 2016 fu eletto presidente della Conferenza episcopale del Vietnam. Il 26 ottobre dello stesso anno, lui e i membri del comitato permanente della Conferenza episcopale e diversi altri vescovi visitarono la diocesi di Vinh per sostenere le persone vittime di alluvioni e tifoni.

## Arcivescovo di Huê

### Periodo 2016-2017
Il 29 ottobre 2016 papa Francesco lo nominò arcivescovo metropolita di Huê e amministratore apostolico di Thanh Hóa. Una delegazione dell'arcidiocesi di Huê guidata, dall'ex vicario generale Anthony Duong Quynh, si recò a Thanh Hóa per dare il benvenuto al nuovo arcivescovo. Il 9 gennaio, qualche giorno prima della cerimonia ufficiale di presa di possesso, rappresentanti di tutti i livelli di governo e di altre religioni vennero a congratularsi con il nuovo arcivescovo. A mezzogiorno dello stesso giorno, si recò in preghiera al Centro di pellegrinaggio della Madonna di La Vang per affidare alla Vergine la sua nuova missione. In serata, l'arcivescovo emerito François Xavier Lê Văn Hồng gli diede il benvenuto nel palazzo episcopale e gli consegnò le chiavi dell'immobile. Prese possesso dell'arcidiocesi la mattina del 12 gennaio 2017. Durante questa cerimonia, il nuovo arcivescovo condivise che avrebbe provato ad apprendere gradualmente le caratteristiche speciali della sua nuova terra: parlare con i giusti accenti e tonalità, imparare a mangiare il peperoncino e i modi di vivere locali. Ringraziò i suoi due predecessori Étienne Nguyễn Như Thể e François Xavier Lê Văn Hồng per avere creato una solida base per il suo ministero.
Il 14 febbraio 2017 concesse un'intervista sulla questione di numerosi parrocchiani che avevano raccolto una petizione contro Formosa guidata da padre Nguyen Dinh Thuc il 14 febbraio 2017. Alla domanda sulle sue opinioni, dichiarò di non conoscere le informazioni e che fare commenti al momento del colloquio sarebbe stato troppo presto. Affermò che le persone si sono sentite pesantemente colpite dalla fabbrica di Formosa e hanno voluto che lo stato le trattasse in modo equo. Ha anche affermato che le due parti sono lo stato e che i laici non hanno la stessa opinione, quindi ci sono conflitti. Parlando di alcune critiche alla Conferenza episcopale, in qualità di presidente, ha affermato che la Conferenza episcopale vietnamita deve scegliere l'atteggiamento che non causa gravi danni a entrambe le parti. Anche Pierre Nguyễn Văn Khảm e il cardinale Pierre Nguyễn Văn Nhơn hanno partecipato al seminario con il primo ministro Nguyễn Xuân Phúc, che ha presentato la questione ambientale. Inoltre, ha detto, ha scambiato molte volte con le autorità statali che la lotta dei parrocchiani non è di natura politica. Parlando della condivisione con i parrocchiani di Song Ngoc e le parrocchie vicine, ha condiviso la sua simpatia e ha fatto del suo meglio per realizzare le aspirazioni dei parrocchiani, sperando che queste aspirazioni fossero notate.
Nel marzo del 2017 organizzò un torneo di calcio con squadre partecipanti provenienti dai seminari minori e dalle parrocchie presso la sede dell'Università di educazione fisica di Huế. Il 1º giugno dello stesso anno, come presidente della Conferenza episcopale, firmò una lettera nella quale si espresse sulla legge sulle religione appena adottata e che entrò un vigore nel 2018. Più esplicitamente su questo tema in un'intervista, affermò che la legge era un passo indietro, non una vera libertà. I campi in cui la Chiesa poteva agire erano ancora molto limitati. Tra essi vi erano la salute e l'educazione.
Secondo l'usanza, il 27 giugno 2017 partì alla volta di Roma dove il 29 dello stesso mese ricevette il pallio. Lo stesso gli fu imposto in seguito da monsignor Leopoldo Girelli durante una cerimonia svoltasi nel santuario di Nostra Signora di La Vang. Quando gli fu chiesto della sua visita alla Santa Sede e della cerimonia di consegna, affermò che si trattava di una solenne celebrazione internazionale e che la considerava personalmente una grande gioia.
Pochi giorni dopo aver ricevuto il pallio dal pontefice, monsignor Nguyễn concesse un'intervista al quotidiano Église d'Asie sulla situazione della Chiesa cattolica vietnamita. In primis parlò delle 150 persone che avevano invaso il monastero di Thien An. Questo cenobio ha una superficie di circa 43 ettari e la disputa sorse quando il codice civile vietnamita non riconobbe il diritto alla proprietà privata e il governo non riconobbe la proprietà del monastero sulla terra. Le tensioni aumentarono quando una parte della terra fu venduta ad aziende turistiche e imprese straniere. Sottolineando la sua visione personale del perché il monastero fosse isolato, non supportato, disse che i cattolici della sua arcidiocesi erano ancora vulnerabili dai tempi dell'offensiva del Têt e che l'arcidiocesi si sarebbe impegnata a recuperare il terreno per il monastero. Inoltre, dichiarò di aver visitato il luogo il 16 giugno 2017. Riferendosi al processo di beatificazione del defunto cardinale François-Xavier Nguyễn Văn Thuận, affermò che stava andando bene. Rispondendo alla domanda sul tema dell'instaurazione di relazioni diplomatiche, disse che l'arcivescovo Leopoldo Girelli non era stato autorizzato a risiedere permanentemente in Vietnam e che aveva avuto il diritto di rimanere nel paese solo per un mese. Le procedure dovevano essere approvate dal Ministero degli Affari Esteri. Parlando della plenaria della Conferenza episcopale del 2016, in cui era stato eletto presidente, monsignor Nguyễn disse che l'invito a Nguyễn Thiện Nhân, segretario del partito a Ho Chi Minh, non era chiaro se si trattasse di un'iniziativa di Nhan o dell'arcivescovo di Ho Chi Minh Paul Bùi Văn Đọc. Quest'ultimo però non lo accolse personalmente in assemblea. Su altre questioni, il presidente della Conferenza episcopale valutò che comunisti e cattolici si erano avvicinati e capiti, era cresciuto il numero di laici coinvolti nel percorso della pratica spirituale in seminario. Gli uomini erano maggiormente aperti.
Nel settembre del 2017 il tifone Doksuri colpì le province del Vietnam centrale, causando gravi conseguenze. Pertanto, la Conferenza episcopale esortò tutti ad agire con prontezza nel soccorrere le vittime. Il 21 settembre, insieme a numerosi altri vescovi, offrì dei doni per sostenere i bisognosi nella diocesi di Vinh. In occasione del rito spirituale nell'arcidiocesi di Huê, monsignor Nguyễn ricordò ai sacerdoti i connazionali che erano in difficoltà a causa delle catastrofi naturali. Alla fine di novembre del 2017, una delegazione composta da lui, da rappresentanti della Caritas di Huế e da alcuni sacerdoti si recarono nelle parrocchie di Tien Non e Cay Da per offrire doni alle vittime dell'alluvione indipendentemente dalla religione.

### Periodo 2018-2019
Dal 2 all'11 marzo 2018, con i confratelli vescovi vietnamiti, compì la visita ad limina. Il 5 marzo furono ricevuti in udienza da papa Francesco. Come presidente della Conferenza episcopale pronunciò un indirizzo di saluto al pontefice. Durante l'incontro con gli officiali della Segreteria di Stato della Santa Sede espresse l'auspicio che la Santa Sede allacciasse relazioni diplomatiche ufficiali con il Vietnam. Durante questa visita, l'arcivescovo di Hô Chí Minh Paul Bùi Văn Đọc morì improvvisamente la sera del 6 marzo in un ospedale romano. Il 17 marzo presiedette la cerimonia funebre per il compianto arcivescovo.
Il 13 aprile 2018 emanò il regolamento arcidiocesano per gli affari pastorali e lo testò per quattro anni.
Il 3 maggio 2018 una delegazione della diocesi di Thanh Hóa si recò a Da Lat per dare il benvenuto al nuovo ordinario diocesano. La delegazione era guidata dall'arcivescovo Joseph Nguyễn Chí Linh. In questa occasione, in qualità di presidente della Conferenza episcopale, firmò il decreto che affermava che il seminario di Minh Hoa-Da Lat sarebbe diventato il secondo campus del seminario "San Giuseppe".
Joseph Nguyễn Chí Linh aveva continuato a reggere la diocesi di Thanh Hóa come amministratore apostolico fino alla nomina di monsignor Joseph Nguyễn Đức Cường. Il 10 giugno si congedò ufficialmente. L'ordinazione episcopale del nuovo vescovo ebbe luogo il 27 giugno. Il rito venne presieduto da monsignor Joseph Nguyễn Chí Linh.
Nell'agosto del 2018 partecipò, con altri vescovi, al congresso eucaristico della gioventù presso il Centro di pellegrinaggio della Madonna di La Vang nel centenario della sua fondazione. Il 5 settembre 2018 il prefetto della Congregazione per gli istituti di vita consacrata e le società di vita apostolica João Braz de Aviz visitò l'arcidiocesi di Huê, accompagnato dal vescovo di Thái Bình Pierre Nguyễn Văn Đệ, presidente del comitato per i religiosi della Conferenza episcopale. Il cardinale sbarcò all'aeroporto di Phu Bai e fu accolto da una delegazione guidata dall'arcivescovo Nguyễn.
Il 21 settembre 2018 il presidente del Vietnam Trần Đại Quang morì a causa di una grave malattia. Come presidente della Conferenza episcopale, scrisse una lettera di condoglianze alla presidente ad interim Đặng Thị Ngọc Thịnh. Nel quadro della cerimonia di chiusura del secondo incontro annuale del 2018 della Conferenza episcopale vietnamita, i vescovi si recarono al Centro di pellegrinaggio di Ba Giong. Monsignor Nguyễn presiedette la cerimonia liturgica durante il pellegrinaggio. In precedenza, durante questa sessione, il nuovo rappresentante della Santa Sede in Vietnam Marek Zalewski ebbe ufficialmente l'opportunità di incontrare i vescovi vietnamiti. Monsignor Nguyễn partecipò ai lavori alla Conferenza dal 24 al 28 settembre e poi partecipò a una discussione con il Comitato governativo per gli affari religiosi sul contenuto della Legge sulle credenze e su come si applicasse alla vita delle comunità.
In occasione della nomina del nuovo rappresentante non permanente, monsignor Nguyễn rilasciò un'intervista all'agenzia di stampa RFI. Alla domanda sulle difficoltà della Chiesa cattolica nella nomina dei vescovi, condivise il meccanismo che la Santa Sede e il Vietnam avevano apprestato per la nomina degli ordinari diocesani. Il governo manteneva il diritto di veto sui candidati. Tuttavia, la situazione stava migliorando sempre di più, perché le parti si rispettavano e avevano incontrato difficoltà solo al momento della nomina degli arcivescovi di Hô Chí Minh e di Hanoi. Parlando di altre difficoltà, monsignor Nguyễn affermò che alla comunità cattolica non era permesso di partecipare alla gestione sociale attraverso attività educative e sanitarie a livello nazionale ed espresse il desiderio che lo Stato rimuovesse tali ostacoli. Per quanto riguardava la disputa sulle terre, riconobbe che la Conferenza episcopale aveva la responsabilità di esprimersi in modo schietto ma delicato, in modo che questa opinione potesse essere considerata quella di una buona comunità.
A metà ottobre del 2018 accompagnò un gruppo di 45 pellegrini in Terra santa. In questa occasione, collocò una statua di Nostra Signora di La Vang. Il 10 novembre dello stesso anno la Caritas diocesana e la Clinica "Kim Long" organizzarono un seminario sulla riduzione dello stigma e della discriminazione nei confronti delle persone con infezione da HIV/AIDS presso il Centro pastorale dell'arcidiocesi di Huê. Monsignor Nguyễn partecipò ai lavori e condivise le sue opinioni sul tema, dichiarando di essere solidale con il dolore dei pazienti affetti da HIV/AIDS e affermò che questo dolore sarebbe maggiore se i malati fossero stati anche discriminati. Pertanto, invitò i partecipanti a sostenere coloro che sono stati e venivano discriminati. Il 22 novembre, il rappresentante non residente della Santa Sede Marek Zalewski visitò l'arcidiocesi e monsignor Nguyễn si recò all'aeroporto di Phu Bai per dargli il benvenuto. Nel pomeriggio dello stesso giorno lo accompagnò nella visita ad alcune realtà diocesane.
All'inizio di dicembre del 2018 il preposito generale della Compagnia di Gesù Arturo Sosa Abascal e due sacerdoti collaboratori visitarono il Vietnam. In questa occasione, monsignor Nguyễn presiedette la cerimonia di ordinazione presbiterale di sei sacerdoti. Concesse un'intervista a VnExpress sul tema delle celebrazioni natalizie dei cattolici vietnamiti. Discutendo sullo stile delle decorazioni natalizie nelle province del sud, affermò che le decorazioni sono moderne, leggere e colorate. Disse anche che lo stile nordico della decorazione riguarda più la vera rappresentazione, ricreando la scena della nascita di Gesù attraverso strumenti come tetti di paglia e cartapesta utilizzata per creare rocce. Per quanto riguardava l'ambito religioso, affermò che oltre a decorare, gli addobbi trasmettono il messaggio del Natale alle persone non di fede cristiana. Inoltre, affermò che la società aveva gradualmente accettato l'espressione della fede dei laici, espressa attraverso le decorazioni nell'occasione del Natale. Riferendosi alla celebrazione del Natale in Vietnam, ritenne che fosse diventato una festa indipendentemente dalla religione e dal messaggio di trasmissione della pace. Il 28 dicembre dello stesso anno, presso il cimitero Thai Nhi, nella parrocchia di Ngoc Ho, appartenente all'arcidiocesi, presiedette una preghiera per la protezione della vita. Durante il suo episcopato a Thanh Hóa, ebbe l'idea di raccogliere le ceneri dei feti abortiti in un mausoleo di mattoni e legno di pino che fungesse da memoriale per il rispetto e la protezione della vita.
All'inizio del 2019 visitò e incontrò gli immigrati originari di Huê che vivevano nella provincia di Binh Duong, nella diocesi di Phú Cuong. A metà gennaio diede il benvenuto alla delegazione cattolica coreana guidata dal cardinale Andrew Yeom Soo-jung, arcivescovo di Seul. Dal 21 al 24 febbraio 2019, in qualità di presidente della Conferenza episcopale, partecipò all'incontro su "La Protezione dei Minori nella Chiesa" svoltosi nella Città del Vaticano.
In occasione dell'incendio della cattedrale di Notre-Dame inviò le sue condoglianze alla Chiesa cattolica in Francia in rappresentanza della Chiesa cattolica vietnamita. Il video di condoglianze in francese fu rilasciato il 17 aprile 2019. Nel giugno successivo, firmò una lettera congiunta ai fedeli vietnamiti sull'attuazione di alcuni riti liturgici, nonché sulla pietà popolare. Il documento portava la firma anche di monsignor Jean Đỗ Văn Ngân, vescovo ausiliare di Xuân Lôc e presidente della commissione per la dottrina della fede della Conferenza episcopale.
Nell'agosto del 2019 guidò la delegazione cattolica che partecipò alla Conferenza del Primo ministro. In quell'occasione i leader religiosi ebbero l'opportunità di incontrare il premier Nguyễn Xuân Phúc. Alla conferenza il vescovo di Bùi Chu Thomas Vũ Đình Hiệu presentò i cinque programmi principali che la Chiesa cattolica era interessata a mettere in atto nel paese.
Tra la fine di settembre e l'inizio di ottobre del 2019 i vescovi di 27 diocesi vietnamite parteciparono alla XIV assemblea della Conferenza episcopale del Vietnam presso il Centro pastorale della diocesi di Hải Phòng. In seno all'assemblea, i vescovi furono chiamati a rinnovare le cariche di vertice. I vescovi rielessero presidente monsignor Nguyễn per il periodo 2019-2022. In occasione della visita di papa Francesco in Thailandia, insieme ad altri vescovi vietnamiti si recò nel vicino paese per partecipare alla visita. Nel pomeriggio del 20 novembre celebrarono una messa sul suolo thailandese. Questa cerimonia vide la partecipazione di 4 vescovi, 70 sacerdoti e 700 fedeli vietnamiti.
Il 20 dicembre 2019, in occasione del Natale, l'arcivescovo invitò i rappresentanti del governo locale e di altre confessioni religiose per uno scambio di auguri. Nel quadro della cerimonia, monsignor Nguyễn citò la Bibbia cristiana sul sogno di Dio di un essere umano senza confini, senza discriminazione, in convivenza pacifica e di solidarietà, auspicando che il Natale, come celebrazione della pace, permettesse ai partecipanti di trovare l'armonia, la fiducia e il consenso. Come suggerito dal Comitato dei medici sociali e delle congregazioni religiose dell'arcidiocesi, prima della celebrazione del Natale, l'arcivescovo convocò il comitato per la beneficenza sociale e gli ordini religiosi per preparare doni per i poveri. Più di 500 persone non cattoliche povere e portatori di handicap furono invitati nella residenza dell'arcivescovo per partecipare a una cena leggera, visitare un'esposizione di opere d'arte e ricevere dei doni. Questa cerimonia si teneva nella residenza dell'arcivescovo dagli ultimi due anni. In precedenza veniva fatta in una parrocchia.
Il 26 dicembre 2019 firmò la decisione di riconoscere Nostra Signora di La Vang come patrona dell'arcidiocesi. Questa è la prima volta che l'arcidiocesi decise di riconoscere un santo patrono. La decisione è entrata in vigore il 1º gennaio 2020, in occasione della cerimonia di apertura delle celebrazioni per i 170 anni di istituzione dell'arcidiocesi. In precedenza, il 12 novembre 2019, al fine di preparare l'Anno Giubilare, aveva presentato un breve libro che conteneva approfondimenti sull'anno giubilare della Chiesa cattolica, così come sulla storia dell'arcidiocesi.
Il 24 maggio 2025 papa Leone XIV accolse la sua rinuncia, presentata per raggiunti limiti di età, al governo pastorale dell'arcidiocesi di Huê; gli successe l'arcivescovo coadiutore Joseph Đặng Đức Ngân.

## Genealogia episcopale e successione apostolica
La genealogia episcopale è:
- Cardinale Scipione Rebiba
- Cardinale Giulio Antonio Santori
- Cardinale Girolamo Bernerio, O.P.
- Arcivescovo Galeazzo Sanvitale
- Cardinale Ludovico Ludovisi
- Cardinale Luigi Caetani
- Cardinale Ulderico Carpegna
- Cardinale Paluzzo Paluzzi Altieri degli Albertoni
- Papa Benedetto XIII
- Papa Benedetto XIV
- Papa Clemente XIII
- Cardinale Marcantonio Colonna
- Cardinale Giacinto Sigismondo Gerdil, B.
- Cardinale Giulio Maria della Somaglia
- Cardinale Carlo Odescalchi, S.I.
- Cardinale Costantino Patrizi Naro
- Cardinale Lucido Maria Parocchi
- Papa Pio X
- Papa Benedetto XV
- Papa Pio XII
- Cardinale Eugène Tisserant
- Papa Paolo VI
- Arcivescovo Angelo Palmas
- Vescovo Pierre Nguyễn Huy Mai
- Vescovo Paul Nguyễn Văn Hòa
- Arcivescovo Joseph Nguyễn Chí Linh

La successione apostolica è:
- Vescovo Joseph Nguyễn Đức Cường (2018)
- Vescovo Joseph Huỳnh Văn Sỹ (2023)